# Adam Kinzinger
Adam Kinzinger, né le 27 février 1978 à Kankakee (Illinois), est un homme politique américain. Membre du Parti républicain, il est élu de l'Illinois à la Chambre des représentants des États-Unis de 2011 à 2023, où il représente d'abord le onzième district congressionnel jusqu'en 2013, puis le seizième district congressionnel.

## Biographie

### Enfance
Adam Kinzinger est originaire de Kankakee dans le nord-est de l'Illinois.
Son père dirigeait des banques alimentaires et des refuges pour les sans-abri à Peoria et Bloomington.
Adam Kinzinger s'intéresse donc à la politique dès son plus jeune âge : avant d'avoir 10 ans, il prédit qu'il serait un jour gouverneur ou président.

### Débuts en politique et carrière militaire
Adam Kinzinger commence sa carrière politique en 1998 lorsqu'il se fait élire au conseil du comté de McLean en battant l'élu sortant, alors qu'il n'était qu'un étudiant de deuxième année à l'université d'État de l'Illinois, âgé de seulement 20 ans. Il est réélu en 2002. Il étudie parallèlement à l'université d'État de l'Illinois d'où il sort diplômé en 2000. Il entame alors une carrière de commercial pour STL Technology Partners.
En 2003, il démissionne de son mandat et rejoint la United States Air Force. Il devient capitaine et pilote dans l'Air Force Special Operations Command et sert en Irak et en Afghanistan,. Après sa démobilisation, il rejoint la Garde nationale aérienne, où il est toujours lieutenant-colonel,.

### Représentant des États-Unis
En 2010, Adam Kinzinger se présente à la Chambre des représentants des États-Unis dans le 11e district de l'Illinois. Il remporte la primaire républicaine avec 64 % des suffrages et affronte la démocrate sortante Debbie Halvorson. Dans ce district qui tend normalement vers les républicains, Halvorson remporte l'élection de 24 points en 2008. Les analystes politiques considèrent l'élection comme serrée, certains donnant un léger avantage à Kinzinger. Cependant, Kinzinger domine largement les sondages. Porté par une vague républicaine, il bat Halvorson en rassemblant 57,3 % des voix.
En 2012, en raison du redécoupage électoral opéré par la législature démocrate de l'État, son domicile est inclus dans le 2e district, un bastion démocrate. Kinzinger choisit alors de se présenter dans le 16e district de l'Illinois plus conservateur, et d'affronter son collègue républicain, Don Manzullo. Il reçoit le soutien d'Eric Cantor, chef de la majorité républicaine de la Chambre, tandis que Manzullo est soutenu par le Tea Party, qui estime que Kinzinger n'est pas assez conservateur. Kinzinger s'impose lors de la primaire républicaine avec 56 % des voix contre 44 % pour Manzullo. Il remporte l’élection générale avec 61,8 % des suffrages face à la démocrate Wanda Rohl.
Il est facilement réélu en 2014 avec 70,6 % des voix contre le démocrate Randall Olsen. En 2016, il ne fait face à aucun opposant pour sa réélection. Il décroche un cinquième mandat lors des élections de 2018 en rassemblant 59,7 % des voix face à la démocrate Sara Dady, puis 64,7 % en 2020 face à Dani Brzozowski, soutenu par les deux sénateurs fédéraux de l'État, Dick Durbin et Tammy Duckworth.
Le 29 octobre 2021, il annonce qu'il ne se représentera pas aux élections de 2022.

## Positions politiques

### Début de carrière
Issu d'une famille républicaine, Adam Kinzinger vote pour la première fois en 1996 et dépose un bulletin pour Ross Perot. Il devient moins libertarien et plus républicain au fil des années. Il se définit en 2012 comme socialement et fiscalement conservateur. « Mais Kinzinger a rapidement été découragé par un parti républicain qui, selon lui, était centré sur l'opposition à tout ce que le président Barack Obama proposait, sans offrir de nouvelles idées propres ».
En 2021, Financial Times le décrit comme « un conservateur fiscal et un faucon en politique étrangère ».

### Élection et présidence de Donald Trump
En désaccord avec Donald Trump, notamment sur les questions de politique étrangère, Adam Kinzinger annonce en août 2016 qu'il ne votera pas pour le candidat républicain à l'élection présidentielle. Il exclut cependant de voter pour la démocrate Hillary Clinton,.
Après l'élection de Trump, il poursuit ses critiques mais vote la plupart du temps en concordance avec le président. Il se montre notamment fervent partisan du mur entre les États-Unis et le Mexique. Son nom est même un temps évoqué pour rejoindre l'administration Trump, en tant que secrétaire à la Force aérienne,.

### Destitution de Donald Trump
Le 7 janvier 2021, au lendemain de l'assaut du Capitole des États-Unis par des partisans de Donald Trump qui fait cinq morts et des dizaines de blessés, Kinzinger devient le premier élu au Congrès de son parti à demander l'utilisation du XXVe amendement contre le président.
Le lendemain 8 janvier, onze membres de sa famille lui envoient une lettre manuscrite de deux pages, affirmant « Quelle déception pour nous et pour Dieu ! Nous étions jadis si fiers de tes réalisations ! Mais maintenant tu vas à l'encontre de tes principes chrétiens et tu te joins à l'armée du diable (les démocrates et la presse qui répand des fake news). Comment peux-tu te dire chrétien quand tu rejoins l'armée du diable qui croit en l'avortement ? Tu as fait honte au nom de la famille Kinzinger ! ».
Le 13 janvier 2021, la Chambre des représentants approuve la mise en accusation de Donald Trump pour « incitation à l'insurrection » par 232 voix (dont 10 républicains) contre 197,,. Adam Kinzinger fait partie, aux côtés de Liz Cheney, des 10 républicains qui se joignent aux démocrates pour voter la mise en accusation de Donald Trump et déclare : « il n'y avait aucun doute dans mon esprit que le président des États-Unis a rompu son serment et a incité à cette insurrection ». Les dix républicains ayant voté en faveur de l'acte d'accusation sont : Jaime Herrera Beutler, Liz Cheney, Anthony Gonzalez, John Katko, Adam Kinzinger, Peter Meijer, Dan Newhouse, Tom Rice, Fred Upton et David Valadao.
Après l'acquittement de l'ex-président prononcé le 13 février 2021 par le Sénat lors du second procès en destitution de ce dernier, Kinzinger déclare qu'il n'est pas découragé par l'échec du Sénat à condamner Trump : « Nous avons beaucoup de travail à faire pour restaurer le parti républicain et pour renverser la tendance de la politique de la personnalité ».
Le New York Times souligne le 15 février 2021 « Mr. Kinzinger est maintenant confronté au défi classique des francs-tireurs politiques qui cherchent à prouver leur indépendance : sa nature têtue et intransigeante irrite les républicains qu'il tente de recruter pour sa mission de refonte du parti. Sa position anti-Trump a provoqué la colère des électeurs républicains de son district, dont certains le comparent à un démocrate, et a frustré les responsables républicains de l'Illinois qui disent qu'il se soucie plus de sa visibilité au niveau national que de sa relation avec eux ». Le quotidien rappelle également que, si Kinzinger s'est attiré les louanges des démocrates, « il n'est en rien un progressiste. Le site Web de sa campagne vante son opposition de longue date à la loi sur les soins de santé (surnommée « Obamacare »), et il est opposé au droit à l'avortement et à l'augmentation des impôts ».
En juillet 2021, il intègre la commission de la Chambre des représentants chargée d’enquêter sur l'assaut du Capitole.